# Ignacio Allende, Las Margaritas
Ignacio Allende är en ort i Mexiko.   Den ligger i kommunen Las Margaritas och delstaten Chiapas, i den sydöstra delen av landet, 800 km öster om huvudstaden Mexico City. Ignacio Allende ligger 1 499 meter över havet och antalet invånare är 552.
Terrängen runt Ignacio Allende är kuperad åt nordost, men åt sydväst är den platt. Runt Ignacio Allende är det ganska tätbefolkat, med 54 invånare per kvadratkilometer. Närmaste större samhälle är Las Margaritas, 10,5 km väster om Ignacio Allende. I omgivningarna runt Ignacio Allende växer huvudsakligen savannskog.